# Mesotheliom
Das Mesotheliom ist ein diffus wachsender Tumor, der sich aus der dünnen Gewebeschicht entwickelt, die viele der inneren Organe bedeckt (Mesothel). Am häufigsten ist die Auskleidung der Lunge und der Brustwand betroffen, seltener die Bauchdecke, der Herzbeutel oder der Hodensack. Zu den Anzeichen und Symptomen eines Mesothelioms gehören Kurzatmigkeit aufgrund von Flüssigkeit in der Lunge, ein geschwollener Bauch, Schmerzen in der Brustwand, Husten, Müdigkeit und Gewichtsverlust. Diese Symptome treten in der Regel langsam auf.

## Formen

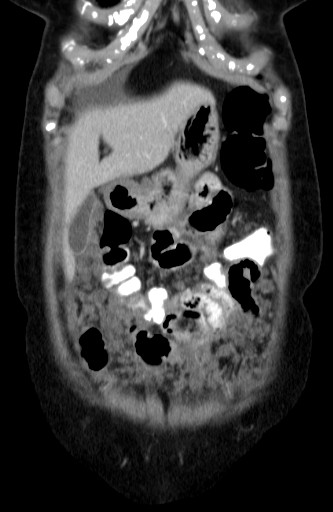
Peritoneales desmoplastisches Mesotheliom in der Computertomographie, coronar rekonstruiert.

Wie bei den meisten Tumoren kann auch das Mesotheliom in zwei Formen auftreten:
- gutartig (benigne, nicht invasiv und langsam wachsend), z. B. Zystisches Peritonealmesotheliom[3] oder Benignes Pleuramesotheliom[4]
- bösartig (maligne, invasiv und schnell wachsend), z. B. Malignes Peritonealmesotheliom[5] (10–30 % der Mesotheliome)

Je nach Lokalisation werden folgende Formen unterschieden:
- in der Pleura, bei weitem die häufigste Form, weiteres siehe Pleuramesotheliom
- im Herzbeutel
- im Peritoneum, 5–17 %
- im Tunica vaginalis testis

## Einteilung
Die International Classification of Diseases for Oncology (ICD-O-3 Erste Revision) nimmt folgende Einteilung mesothelialer Neoplasien vor:
- 9050/0 Benignes Mesotheliom o. n. A.
- 9050/3 Diffuses malignes Mesotheliom (DMM)
- 9051/0 Fibröses benignes Mesotheliom
- 9051/3 Fibröses malignes Mesotheliom (Desmoplastisches malignes Mesotheliom, Sarkomatöses malignes Mesotheliom, Spindelzelliges malignes Mesotheliom)
- 9052/0 Epitheloides benignes Mesotheliom (Gut differenziertes papilläres Mesotheliom, Mesotheliales Papillom)
- 9052/3 Epitheloides malignes Mesotheliom
- 9053/3 Biphasisches malignes Mesotheliom
- 9054/0 Adenomatoid-Tumor o. n. A.
- 9055/0 Multizystisches benignes Mesotheliom
- 9055/1 Zystisches Mesotheliom o.n.A (C48.-)

## Ursache
Besonders betroffen sind Menschen, die mit Asbest Kontakt hatten (Asbestose).

## Definition
Mesotheliome sind oft schwer zu diagnostizierende, relativ seltene (ca. 3000 neue Fälle pro Jahr in den USA) Bindegewebstumore des Mesothels, vor allem der Pleura. Männer sind häufiger von der Erkrankung betroffen (Wahrscheinlichkeit ca. 1:1000 bzw. 4:1, je nach Quelle). Nach aktuellen Erkenntnissen wird das Mesotheliom zumeist durch Asbesteinwirkung (hier v. a. die langfasrigen Amphibole), Glasfaserstaub oder Toxikose durch Zigarettenrauch und andere exogene Schadstoffe hervorgerufen. Vereinzelt sind auch Fälle nach Strahlentherapie von Hodgkin-Lymphomen und anderen malignen Krebserkrankungen aufgetreten. Formen, die primär im Mesothel des Bauchfells oder Herzbeutels auftreten, sind wesentlich seltener. Das Pleuramesotheliom ist eine charakteristische Tumorform in Folge einer Asbestose und eine der ersten anerkannten Berufserkrankungen, da besonders Arbeiter in der asbestverarbeitenden Industrie und Bau- und Werftarbeiter betroffen sind, was auch die erhöhte Inzidenz bei Männern erklärt.